# 基尔霍夫
基爾霍夫（Kirchhoff；有时亦作Kirchoff），也譯作基希霍夫、克希荷夫，是一個德國姓氏。該姓氏的著名人物有：
- 古斯塔夫·基爾霍夫（1824年－1887年），德國物理學家，對電路、光譜學有重要貢獻
  - 基爾霍夫定律，在物理學不同領域中，以他名字命名的若干個定律
- 扬·基希霍夫（1990年－），德国足球运动员
- 约翰·威廉·阿道夫·基尔霍夫（1826年－1908年），德国古典学家和金石学家
- 阿尔弗雷德·基尔霍夫（1838年－1907年），德国地理学家和博物学家
- 弗里茨·基尔霍夫（1901年－1953年），德国电影编剧、导演、制片人
- 戈特利布·西吉斯蒙德·康斯坦丁·基尔霍夫（1764年－1833年），德国化学家（去世于圣彼得堡）